# Megachile melanophaea
Megachile melanophaea là một loài Hymenoptera trong họ Megachilidae. Loài này được Smith mô tả khoa học năm 1853.

## Hình ảnh

- Tập tin:Megachile melanophaea,F,Face,MI, Alger County 2014-03-26-11.48.20 ZS PMax (13705355694).jpg